# Železniční stanice Kfar Chabad
Železniční stanice Kfar Chabad (hebrejsky: תחנת הרכבת כפר חב"ד, Tachanat ha-rakevet Kfar Chabad) je železniční stanice v Izraeli. Leží na železniční trati Tel Aviv-Jeruzalém, která v tomto úseku vede společně s železniční tratí Tel Aviv-Beerševa, železniční tratí Tel Aviv-Rišon le-Cijon a železniční tratí Tel Aviv-Aškelon.
Leží na východním okraji obce Kfar Chabad v pobřežní nížině, v nadmořské výšce cca 40 metrů. Je situována poblíž místní čtvrtě ha-Rakevet. Na protější straně kolejiště vede dálnice číslo 1.
Byla otevřena roku 1998. Stanice není obsluhována autobusovými linkami. K dispozici jsou tu parkovací místa pro automobily a automaty na nápoje.